# Marie-Louise de Lamoignon
Marie-Louise de Lamoignon, contessa Molé di Champlâtreux (Parigi, 3 ottobre 1763 – Vannes, 4 marzo 1825), è stata una religiosa francese, fondatrice delle Suore della Carità di San Luigi.

## Biografia
Di nobile famiglia, sposò il conte di Champlâtreux, ghigliottinato durante la Rivoluzione, e fu madre dell'uomo politico Louis-Mathieu Molé.
Rimasta vedova, si dedicò alle opere di carità e nel 1803 fondò a Vannes le Suore della Carità di San Luigi.
Papa Giovanni Paolo II l'ha dichiarata venerabile il 16 gennaio 1986.
È stata proclamata beata il 27 maggio 2012 nel corso di una cerimonia celebrata sulla Espalanade du Port di Vannes, presieduta dal cardinale Angelo Amato in rappresentanza di papa Benedetto XVI.